# Feline Follies
Feline Follies est un court métrage d'animation américain de Pat Sullivan, sorti en février 1919. Ce cartoon muet en noir et blanc est le tout premier à représenter Félix le Chat (bien que sous le nom de « Maître Tom »).

## Synopsis
Maître Tom (Félix), chat croqueur de souris et tombeur de dames chattes, toujours en maraude, entend soudain des miaulements d'appel. Il se précipite, pour découvrir une ravissante chatte blanche, appelé Miss Kitty White. Il en tombe instantanément amoureux et fait sa cour galante. La chatte s'éprend de Tom.
Plus tard, Tom se prépare à son rendez-vous du soir avec sa nouvelle amante et se toilette : devant un miroir, il se brosse les pattes, puis se regarde de partout. Il se lave les dents avec le bout de sa queue et lisse ses moustaches avec la patte, se regarde à nouveau. Parti, il laisse la voie libre aux souris qui peuplent la maison. Celles-ci sortent de trous dans le sol, se mettent à danser en cercle (illustrant le proverbe : Quand le chat n’est pas là, les souris dansent). Pendant ce temps, Tom et Miss Kitty se retrouvent en haut d'une palissade dans un quartier peuplé de la ville. Tom déclare bruyamment son amour. Tout le quartier est réveillé et les habitants se plaignent du chat. Tom reçoit une chaussure sur la tête et chute, suivi par la chatte. Il prend un nouveau rendez-vous avec elle près de la poubelle pour le lendemain soir. Le jour dit, Tom, accompagné d'un banjo, l'attend pour lui jouer une sérénade. Arrivée un peu en retard, Kitty lui demande de jouer un air vif, puis elle se met à danser dès les premières notes. À la maison ou vit Tom, les souris s'emparent d'un poulet et faisant la courte échelle. Une souris jongle avec les pilons. Alors que Kitty termine sa danse et salue, une souris à la maison boit toute une bouteille de lait et devient blanche au fur et à mesure. Elle salue aussi, devant les souris qui applaudissent. Tom joue quatre notes spéciales, qui deviennent autant de roues à cyclorameurs (en) qu'utilisent les deux chats pour faire une course entre eux.  Tom revient épuisé dans la maison pour dormir, ignorant la dévastation causée par les souris. La femme propriétaire de Tom rentre, voit le massacre, puis Tom endormi. Elle le chasse hors de la maison. Tom s'enfuit et va retrouver sa chère Kitty. Celle-ci est heureuse de le revoir et lui présente toute leur progéniture, particulièrement nombreuse. Devant les innombrables chatons qui saluent leur mère, Tom refuse de reconnaître la paternité et fuit. Devant une usine gazière, il se suicide avec une arrivée de gaz.

## Fiche technique
- Réalisation : Pat Sullivan
- Animation : Pat Sullivan
- Production : Pat Sullivan
- Société de  production : Famous Players Lasky Corporation
- Sociétés de distribution : Paramount Magazine, Pathé Film Exchange
- Pays : États-Unis
- Langue : anglais
- Format : noir et blanc  - 35 mm - Muet
- Durée : 6 minutes[1]
- Date de sortie : cinéma
  - États-Unis : 1er septembre 1919

## Personnages principaux
- Master Tom (Félix)
- Miss Kitty White